# In nome della madre
In nome della madre è un romanzo breve scritto da Erri De Luca e pubblicato nel 2006 da Feltrinelli. Segue la pubblicazione di libri come Esodo/Nomi e Vita di Noè, ispirati, secondo le dichiarazioni dell'autore, da un comune desiderio di far partecipi i lettori delle riflessioni dello scrittore riguardo alla relazione tra Dio e l'umanità.
In nome della madre è incentrato su Miriàm/Maria di Nazaret, ragazza ebrea che improvvisamente si trova ad essere chiamata a diventare madre del figlio di Dio, Ieshu, Salvatore dell'umanità. L'intento dello scrittore è quello di mettere in risalto, piuttosto che l'aspetto religioso, l'aspetto umano e realistico di questa storia, il coraggio, le emozioni e le sofferenze di Miriàm, l'amore profondo di una madre per un figlio.

## Trama
Il libro è articolato in quattro stanze, precedute da un prologo e seguite da tre canti finali, Canto dei pastori, Canto di Miriàm e Muta ero io.
Nella prima stanza si narra il momento dell'annunciazione: un messaggero arriva all'improvviso insieme a un colpo d'aria e si presenta a Miriàm annunciandole la nascita di un figlio, il figlio di Dio destinato a compiere grandi gesta e a salvare l'umanità intera. Miriàm si ritrova incinta ancor prima del matrimonio, e anche se frastornata, è felice. Invece, il suo promesso marito Iosef non riesce a spiegarsi l'accaduto e pensa subito alla menzogna che può inventarsi per i compaesani affinché la gestazione possa essere giustificata e non giudicata come contraria alla legge, che comporta la lapidazione della donna colpevole di rapporti sessuali prima del matrimonio. Miriàm è comunque grata a Iosef perché non ha pensato a un tradimento, e le crede.
Nella seconda stanza il racconto è incentrato sul concepimento: dopo aver sognato un angelo che gli ordina il da farsi, Iosef annuncia di voler sposare Miriàm a settembre, anche se è incinta. Per il villaggio è subito scandalo, e cominciano gli insulti per strada. Iosef è costretto a lasciare la bottega di falegname dov'era primo aiutante e ne apre un'altra come proprietario: non parla con i clienti, se non solo per le trattative. Le donne del villaggio sputano dietro il passaggio di Miriàm, le guardano la pancia e confabulano riguardo ad un possibile tradimento. Ma Miriàm è felice, aspetta questo figlio con tutto l'amore materno possibile e con il cuore pieno di speranza.
A fine estate vengono celebrate le nozze,  alla presenza solo dei parenti stretti. Una cometa inizia a brillare sopra l'orizzonte delle colline di Nazaret, vista come segno di malaugurio dai villani.
L'ordine da parte dei Romani del censimento obbligatorio obbliga Iosef e Miriàm a trasferirsi a Betlemme, e per gli sposi non esiste notizia migliore: loro figlio sarebbe nato lontano dai pregiudizi e dai pettegolezzi dei compaesani. La mamma di Miriàm ha paura che ella possa perdere il figlio in viaggio, ma la ragazza è serena e sa bene che se la caverà da sola.
Nella terza stanza si racconta della partenza da Nazaret verso Betlemme, un lungo e stancante viaggio pieno di carri e di persone che bestemmiano e maledicono i Romani per le strade mal messe. Durante il viaggio, Iosef esprime il suo desiderio di chiamare il nascituro Ieshu, così come gli aveva indicato in sogno l'angelo, e Miriàm accetta con entusiasmo. 
Intanto gira voce che non ci sono più case libere a Betlemme, e una volta arrivati, l'unico posto libero è una minuscola stalla fuori città dove vi è un bue; intanto Iosef va in cerca di un posto migliore.
Si rompono le acque a Miriàm: è da sola, con un bue ed un'asina, è eccitata e preoccupata, ma sa che ce la può fare benissimo anche senza aiuti.
Nell'ultima stanza si narra della nascita del figlio prediletto: cominciano i dolori, e con sé Miriàm ha solo un coltello e un bacile d'acqua. Le bestie le stanno accanto e danno calore: c'è una gran pace intorno. Miriàm riesce perfettamente a partorire, come se fosse già esperta, il suo corpo agisce come se sapesse già cosa fare. Miriàm si commuove, singhiozza e stringe il neonato tra le sue braccia. È un maschio, come profezia vuole.
La madre passa tutta la notte sola con il neonato. Vengono descritte le emozioni e le sensazioni che Miriàm prova in un momento così importante della vita di ogni donna come diventare madre.

## Personaggi
- Miriàm/Maria: È l'io narrante del racconto, la donna ideale secondo la tradizione e la cultura cattolica.[1] Nel libro si sottolinea il coraggio e la femminilità di questa donna straordinaria, che travolge ogni costume e legge.
- Iosef/Giuseppe: Nonostante il timore del giudizio dei compaesani, grazie al suo amore e a ciò che gli è stato detto in sogno dall'angelo decide di sposare Miriàm e di starle sempre accanto. La forza di Josef di rinunciare al mondo esterno e di seguire Miriàm nel progetto comune discende direttamente dall'amore che Miriàm nutre nei suoi confronti.[1]
- Compaesani: non appena saputa la notizia della gravidanza, i compaesani iniziano a insultare Iosef, e a sputare dietro il passaggio di Miriàm.